# 裸體歌舞
《裸体歌舞》（Gymnopédies，法語發音：[ʒim.nɔ.pe.di]），又稱《金諾佩蒂》，是法國作曲家和鋼琴家創作的三首鋼琴作品。他在1888年4月2日之前完成了整個作品集，但是最初是單獨出版的：1888年出版了第一首和第三首，1895年出版了第二首。

## 音乐
这些精简而大气的作品以 
 拍写成，每首都有一个共同的主题和结构。
1. Lent et douloureux（D大调/D小调）
2. Lent et triste（C大调）
3. Lent et grave（A小调）

这些作品的旋律在和声中使用了刻意但温和的不协和音，产生了一种尖锐且忧郁的效果，与演奏说明相吻合，即每首作品都要 "痛苦地"（douloureux）、"悲伤地"（triste）或 "严肃地"（grave）演奏。Gymnopédie No. 1的前几小节（如下图所示）由两个大七和弦的交替进行组成，第一个是下屬音G，第二个是主音D。

## 外部連結
- 裸體歌舞：国际乐谱典藏计划上的乐谱
- 来自乌托邦计划（英语：Mutopia Project）的多种格式樂譜 （页面存档备份，存于）